# Jevhenij Morozko
Jevhenij Heorhijovyč Morozko (in ucraino Євгеній Георгійович Морозко?; 15 febbraio 1993) è un calciatore ucraino, centrocampista del Veres Rivne in prestito dal Polіssja Žytomyr.

## Caratteristiche tecniche
È un esterno sinistro.

## Carriera
Cresciuto nel settore giovanile dell'Arsenal Tula, dal 2012 al 2015 ha militato nelle serie inferiori del calcio ucraino prima di passare al Kolos Kovalivka nel 2015. Con il club bianconero ha conquistato la promozione in Prem"jer-liha al termine della stagione 2018-2019, debuttandovi il 30 luglio seguente in occasione dell'incontro vinto 2-1 contro il Mariupol'.